# 方臣祐
方臣祐（：／，？—1343年），小字小公，是高麗王朝末期的一位宦官。本貫尚州。
方臣祐出生在尚州的中牟縣，其父方得世本為中牟縣的縣吏。忠烈王時期，方臣祐跟隨安平公主前往元朝，拜謁裕聖皇后闊闊真，被留在元朝，獲賜蒙古名字忙古台，授掌謁丞加泉府大卿。元武宗在位時，侍奉壽元皇太后答己，改將作院使，进平章政事。遼陽行省右丞洪重喜上書中書省，污蔑忠宣王不守法度、恣行暴虐，並請求當廷對質。中書省上奏元廷，忠宣王甚為憂慮。方臣祐在皇太后面前加以勸阻，聲稱洪重喜是高麗脫逃之民，妄圖通過污蔑的手段顛覆高麗社稷，不可讓他與高麗王對質。皇太后便向武宗勸阻，最終不得對質，將洪重喜杖責之後流放潮州。
元朝派遣方臣祐至高麗，監督大藏經的印製。後來方臣祐又侍奉泰定帝的皇后得寵，除太子詹事，改徽政院使，後加储庆司使。朔方藩王八驢迷思率眾歸附元朝，元廷欲將其安置在鴨綠江以東。方臣祐奏稱高麗多山不適宜遊牧，建議不要安置在那裡擾民。元英宗聽從了他的建議。元英宗欲廢除高麗國、在國設立行省，被方臣祐通過壽元皇后的關係成功阻止。因此功勞，方臣祐受到忠肅王的厚待，封為上洛府院君，賜推誠敦信亮節功臣號。其父方得世也因此發迹，被任命為管城縣令，不數年，拜尚州牧使。妹婿朴侶原本為農夫，一夜成為貴人，突然被提拔為僉議評理；其子朴之貞也被提拔為摠郞典書。
方臣祐在元朝歷經七朝，侍奉過兩位皇太后，掌機密，金銀珠寶田畝不可計數。1330年（忠肅王十七年）請求回到高麗，修建禪興寺，極其壯麗。1342年（忠惠王後三年）回到元朝，次年死。